# Култура Меримде
Култура Меримде (пепелиште Бени Саламе) је неолитска култура Доњег Египта, која је добила име по локалитету на крајњем југозападу делте, око 60 km северозападно од Каира.
Насеља ове културе су се налазила на обали Нила, због чега су и страдала када би река променила ток.
Локалитет је открио немачки археолог Херман Јункер, 1927-1928. године. Ово је највеће праисторијско налазиште у Египту после Хиераконполиса у Горњем Египту.
Ископавања 1977. године наставља Јозеф Ајвангер (Joseph Eiwanger)
Локалитет се уздиже у форми тела, у односу на околни плавни басен. Меринде је основан на пешчаном брежуљку, између два рукавца делте.
Прекрива површину од 600x400 метара. Првобитно је био дебљи, али је ерозијом стањен. Дебљина депозита је 2,2-2,5 метра.